# Порт Гонконгу
Порт Гонконгу — розташований на березі Південнокитайського моря та є глибоководним морським портом, у якому переважає торгівля контейнерними промисловими продуктами, і меншою мірою сировиною та пасажирами. Ключовий фактор економічного розвитку Гонконгу, природний притулок і глибокі води гавані Вікторія створюють ідеальні умови для стоянки та обробки всіх типів суден. Це один із найзавантаженіших портів у світі за трьома категоріями судноплавства, оброблення вантажів та перевезення пасажирів.

## Адміністрація
Відповідальність за управління портом покладається на директора морського флоту. Комітет з експлуатації порту консультує його з усіх питань, що впливають на ефективну роботу порту, за винятком тих питань, які належать до компетенції Консультативного комітету з лоцманської проводки та Тимчасового консультативного комітету місцевих суден. Рада морських та портів Гонконгу (HKMPB) консультує уряд з питань, пов'язаних з плануванням і розвитком порту, а також з популяризації Гонконгу як регіонального порту-хабу і провідного контейнерного порту у світі, а також щодо заходів щодо подальшого розвитку морської промисловості Гонконгу. і просувати позицію Гонконгу як міжнародного морського центру. HKMPB замінив (у квітні 2016 року) колишню Раду морської промисловості Гонконгу та Раду розвитку порту Гонконгу й очолює міністр транспорту та житла, як вони обидва були.

## Судноплавство

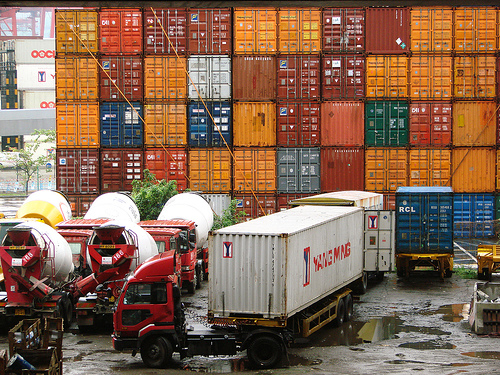
Обробка контейнерів у Гонконгу

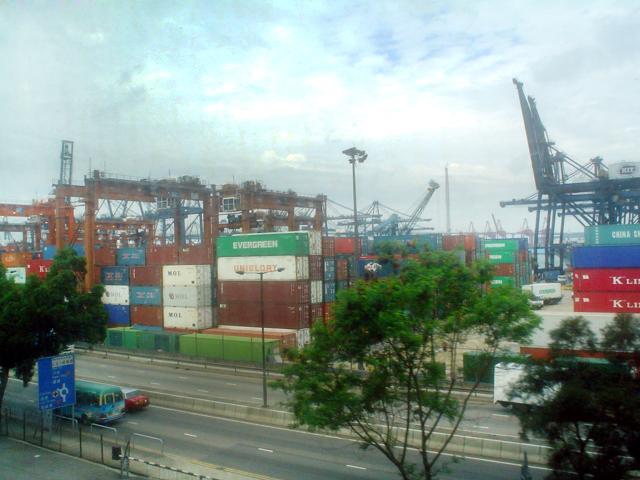
Контейнерні термінали Kwai Tsing від сусідньої лінії MTR.

Гонконг є частиною морського шовкового шляху 21-го століття, який проходить від китайського узбережжя до Сінгапуру, до південного краю Індії до Момбаси, звідти через Червоне море через Суецький канал до Середземного моря, звідти до регіону Верхньої Адріатики до Північного італійського центру Трієст з його зв'язками з Центральною Європою та Північним морем.
Гонконг встановив рекорд пропускної здатності контейнерів у 2007 році, перевантаживши 23,9 мільйона TEU (20-футовий еквівалент контейнерів), зберігши свій статус найбільшого контейнерного порту, що обслуговує південний Китай, і одного з найбільш завантажених портів у світі. Близько 456 000 суден прибули та вийшли з Гонконгу протягом року, перевозячи 243 мільйони тонн вантажів і близько 25 мільйонів пасажирів. Середній час роботи контейнеровозів у Гонконгу становить близько 10 годин. Для звичайних суден, які працюють у середині течії на буях або якірних стоянках, це 42 та 52 години відповідно.

## Урядовий флот
У державному флоті налічується понад 600 суден різних типів і розмірів. Близько 152 суден є великими механізованими суднами, які обслуговують 16 урядових відомств, таких як морська поліція, митна та акцизна та пожежна служба. Деякі відділи користувачів керують своїми спеціально побудованими суднами та обслуговують їх. Сам морський департамент контролює близько 100 суден, у тому числі патрульні катери, бронетранспортери, понтони, самохідні баржі та спеціалізовані судна, такі як гідрографічні катери та вибухові носії. Ці судна забезпечують підтримку власних портових операцій департаменту або обслуговують інші департаменти, які не мають власного флоту. Урядова корабельня відповідає за проєктування, закупівлю та технічне обслуговування всіх суден, що належать уряду. Він займає площу 980 000 м² на острові Stonecutters і має захищений водний басейн площею 83 000 м² як оперативну базу для суден, якими керує Морський департамент. На корабельні є суднопідйомна система та три судно-підйомники, здатні до сухого докування вагою до 750 тонн. Комп'ютеризована інформаційна система в режимі онлайн використовується для координації діяльності з технічного обслуговування та підтримки, щоб максимізувати ефективність технічного обслуговування та доступність судна.